# Eatonville (Washington)
Eatonville es un pueblo ubicado en el condado de Pierce en el estado estadounidense de Washington. En el año 2000 tenía una población de 2012 habitantes y una densidad poblacional de 454,2 personas por km².

## Geografía
Eatonville se encuentra ubicada en las coordenadas 46°52′6″N 122°16′12″O / 46.86833, -122.27000.

## Demografía
Según la Oficina del Censo en 2000 los ingresos medios por hogar en la localidad eran de $43.681, y los ingresos medios por familia eran $50.733. Los hombres tenían unos ingresos medios de $41.950 frente a los $25.380 para las mujeres. La renta per cápita para la localidad era de $19.513. Alrededor del 11,8% de la población estaban por debajo del umbral de pobreza.